# Пахомий Русан
Пахомий Русан по прозвищу Ракендит (Рубищеносец), известный, так же как Иосиф Философ греч. Ιωσήφ Ρακενδύτης; около 1260 или 1280, остров Итака — 1330, Фессалоника) — византийский монах с Афона, учёный-энциклопедист, исихаст.

## Биография
Жил в первой половине XIII века. Его жизнь хорошо известна, благодаря похвале Феодора Метохита, которую тот написал по случаю смерти Иосифа Философа. Родился он в старой греческой семье из Итаки. Благодаря красоте и острому уму (по Метохиту), был замечен молодым властителем ионических островов Ричардом I Орсини, маркграфом Кефалинии, Закинфа и Итаки, который сделал его своим слугой и пообещал блестящую карьеру. Но Пахомий отказался, покинул родной остров и отправился в Салоники, где после учёбы начал жизнь строгого аскета. С одной стороны, он учился со страстью во всех областях знаний, уделяя особое внимание древним философам (в частности Платону, Аристотелю, Плотину и Проклу Диадоху), богословию и квадривиуму; с другой стороны, он подчинялся строгой дисциплине молитвы и воздержанию и стал монахом в Фессалонике. Некоторое время спустя он жил в пу́стынях и в горах на островах Фессалии, прежде чем поселиться в монастыре на Афоне, С тех пор до конца жизни, он жил в полной бедности, был одет в одну и ту же изношенную и разорванную одежду и никогда не получал никаких денег.
Около 1307 года прибыл в Константинополь, в надежде встретиться со знаменитыми учёными Византии. Жил, ухаживая за старым монахом-инвалидом Макариосом. Позже присоединился к кругу интеллектуалов и произвёл своими познаниями большое впечатление. Его смесь эрудиции, интеллектуальных способностей и христианских добродетелей вызвала интерес и увлечение Иосифом Ракендитом. Подружился с писателем Феодором Метохитом и поэтом Мануилом Филом, в числе его друзей и корреспондентов были Никифор Хумн и Никифор Григора.
В 1320 году Иосиф Ракендит был послом от Андроника Палеолога (впоследствии император Андроник III Палеолог) к его деду Андронику II Палеологу.
Четыре раза становился кандидатом на Константинопольский Патриарший престол, однако во всех случаях его кандидатура была отклонена.
Феодор Метохит посвятил Иосифу посмертный энкомий (Treu. 1899. S. 2-31). Круг его научных интересов был чрезвычайно велик: философия, риторика, физика, математика, астрономия и богословие. Иосиф Ракендит занимался также медициной и был учителем знаменитого врача Иоанна Актуария, лечил глазную болезнь Михаила Гавры.
Около 1324 года Иосиф Ракендит удалился на гору близ Фессалоники, где и провёл последние годы жизни.
Автор догматических рассуждений «О бытии Бога», «О домостроительстве воплощения», «Беседа о божественной важности и пользе книг Св. Писания». Собирал сочинения греческих писателей против латинян и распространял их со своими примечаний. Сочинение Иосифа Ракендита «Против неуважающих святыни» служит опровержением протестантских мыслей, хотя при написании его автор едва ли имел их в виду. В «Беседе о важности и пользе книг Св. Писания» Иосиф Ракендит убеждает своих современников изучать евангелие на том языке, на котором оно написано, и вообще доказывает возможность изучения Святого Писания, несмотря на бедственные времена; при этом он опровергает возражения невежественных людей против просвещения вообще.
Из сочинений Иосифа Ракендита наибольшую известность получила «Энциклопедия», представляющая собой компендиум знаний в области риторики, математики, музыки и богословия. Также его перу принадлежат литургические сочинения: молебные стихи Богородице, величания Пресвятой Троице и Святому Духу и др. (Πεντόγαλος. 1970).